# Activitat de les seleccions esportives catalanes - 2009
De l'activitat de les seleccions esportives catalanes de l'any 2009 destaca l'èxit de la selecció catalana de raquetbol, que va guanyar el Campionat d'Europa, tant la competició de seleccions masculines com la femenina, així com a les competicions individuals masculina i femenina.
També destaquen la victòria a la Golden Cup de la selecció catalana d'hoquei sobre patins masculina -per quarta vegada- i la femenina -per tercera vegada-, la primera posició de la selecció catalana de bowling a la Mediterranean Challenge Cup en la seva primera participació en la competició, el debut de la selecció catalana de rugbi XIII en competició oficial, a l'Euro Med Challenge, així com el fet que la selecció catalana de futbol s'imposés a l'Argentina per primera vegada, per 4 a 2.
L'any 2009 també es va produir l'estrena de la selecció catalana de futvòlei.
A més de diversos reconeixements oficials d'algunes federacions catalanes, com la de futvòlei, fut-tennis, biketrial o rugbi touch, també hi va haver algunes dificultats o obstacles al voltant de les seleccions, com la creació d'una federació internacional de pitch and putt paral·lela encapçalada per una federació espanyola, problemes amb el twirling baton a nivell europeu o alguna acció al món del futvòlei.
El mes de juny la Plataforma Pro Seleccions Esportives Catalanes va organitzar la quarta edició del Dia de les seleccions catalanes, a Mataró.
Resultats de les seleccions esportives catalanes 2009:
| Abril 2009 |             |                             |                     |           |               |        |          |                             |
| 1          | Futbol sala | Torneig Nacions             | Platja d'Aro        | Catalunya | Austràlia     | 2-2    | Masculí  | [ 18 ]                      |
| 3          | Futbol sala | Torneig Nacions             | Platja d'Aro        | Catalunya | Santa Helena  | 4-1    | Masculí  | [ 19 ] [ 20 ]               |
| 4          | Futbol sala | Torneig Nacions             | Platja d'Aro        | Catalunya | Rússia        | 6-2    | Masculí  | [ 21 ]                      |
| 5          | Futbol sala | Torneig Nacions             | Platja d'Aro        | Catalunya | Perú          | 3-3    | Masculí  | [ 22 ] [ 23 ] [ 24 ] [ 25 ] |
| 23-25      | Bowling     | Mediterranean Challenge Cup | Montpeller (França) | Catalunya | 10 seleccions | [ 26 ] | Masc/Fem | [ 27 ] [ 28 ] [ 29 ] [ 30 ] |

| Maig 2009 |         |                     |                      |           |           |       |        |        |
| 22        | Bàsquet | Copa de les Nacions | La Seu d'Urgell      | Catalunya | País Basc | 56-61 | Femení | [ 31 ] |
| 23        | Bàsquet | Copa de les Nacions | La Seu d'Urgell      | Catalunya | Galícia   | 63-50 | Femení | [ 32 ] |
| 30        | Handbol | Copa de les Nacions | La Corunya (Galícia) | Catalunya | País Basc | 26-24 | Femení |        |
| 31        | Handbol | Copa de les Nacions | La Corunya (Galícia) | Galícia   | Catalunya | 24-27 | Femení |        |

| Juny 2009 |                 |                     |                       |           |                               |        |         |                      |
| 4-14      | Bowling         | Campionat d'Europa  | Aalborg (Dinamarca)   | Catalunya | 35 països                     | [ 33 ] | Masculí | [ 34 ]               |
| 13        | Icestock        | Amistós             | Mataró                | Catalunya | Colòmbia                      | 10-16  | Masculí | [ 35 ]               |
| 13        | Waterpolo       | Amistós             | Mataró                | Catalunya | Austràlia                     | 12-9   | Masculí | [ 36 ] [ 37 ] [ 38 ] |
| 13        | Voleibol platja | Amistós             | Mataró                | Catalunya | Cuba                          | 1-2    | Masculí | [ 39 ]               |
| 13        | Handbol         | Amistós             | Mataró                | Catalunya | Egipte                        | 34-29  | Masculí | [ 40 ] [ 41 ]        |
| 13        | Voleibol platja | Amistós             | Mataró                | Catalunya | Regne Unit                    | 2-0    | Femení  | [ 39 ]               |
| 13        | Tennis taula    | Amistós             | Mataró                | Catalunya | Gal·les                       | 3-0    | Masculí | [ 42 ]               |
| 13        | Bowling         | Amistós             | St. Vicenç dels Horts |           | Catalunya · França · Islàndia | CAT    | Femení  | [ 43 ] [ 44 ]        |
| 18        | Hoquei patins   | Blanes Golden Cup   | Blanes                | Catalunya | Angola                        | 4-1    | Masculí | [ 45 ]               |
| 19        | Hoquei patins   | Blanes Golden Cup   | Blanes                | Catalunya | França                        | 4-2    | Femení  | [ 46 ]               |
| 19        | Hoquei patins   | Blanes Golden Cup   | Blanes                | Catalunya | França                        | 1-4    | Masculí | [ 47 ]               |
| 20        | Hoquei patins   | Blanes Golden Cup   | Blanes                | Catalunya | Blanes HC                     | 7-2    | Femení  | [ 48 ]               |
| 20        | Hoquei patins   | Blanes Golden Cup   | Blanes                | Catalunya | Blanes HC                     | 6-3    | Masculí | [ 49 ]               |
| 20        | Rugbi a 13      | Amistós             | Barcelona             | Catalunya | Rep. Txeca                    | 52-10  | Masculí | [ 50 ] [ 51 ]        |
| 20        | Voleibol        | Amistós             | Sant Cugat del Vallès | Catalunya | Letònia                       | 2-3    | Femení  | [ 52 ] [ 53 ]        |
| 20        | Voleibol        | Amistós             | Sant Cugat del Vallès | Catalunya | Letònia                       | 0-3    | Masculí | [ 52 ]               |
| 21        | Hoquei patins   | Blanes Golden Cup   | Blanes                | Catalunya | Alemanya                      | 3-1    | Femení  | [ 54 ]               |
| 21        | Hoquei patins   | Blanes Golden Cup   | Blanes                | Catalunya | Itàlia                        | 4-0    | Masculí | [ 55 ]               |
| 27        | Bàsquet         | Copa de les Nacions | Bilbao (País Basc)    | Catalunya | Canadà                        | 68-69  | Masculí |                      |
| 28        | Bàsquet         | Copa de les Nacions | Bilbao (País Basc)    | Catalunya | Galícia                       | 93-72  | Masculí |                      |

| Juliol 2009 |                 |                    |                      |           |               |        |         |               |
| 4           | Rugbi a 13      | Euro Med Challenge | Torroella de Montgrí | Catalunya | Marroc        | 6-29   | Masculí | [ 56 ]        |
| 8-12        | Twirling baton  | Campionat d'Europa | Estrasburg (França)  | Catalunya | 15 seleccions | 3rs    | Mixt    | [ 57 ]        |
| 19          | Curses muntanya | GP de les nacions  | Vall de Núria        | Catalunya |               | [ 58 ] |         | [ 59 ] [ 60 ] |
| 25          | Rugbi a 13      | Euro Med Challenge | Wavre (Bèlgica)      | Bèlgica   | Catalunya     | 28-22  | Masculí | [ 61 ]        |

| Agost 2009 |           |                    |                    |           |               |     |         |        |
| 3          | Raquetbol | Campionat d'Europa | París (França)     | França    | Catalunya     | 0-3 | Masculí | [ 62 ] |
| 3          | Raquetbol | Campionat d'Europa | París (França)     | Catalunya | Irlanda       | 2-1 | Femení  | [ 62 ] |
| 3          | Raquetbol | Campionat d'Europa | París (França)     | Catalunya | Itàlia        | 3-0 | Masculí | [ 62 ] |
| 3          | Raquetbol | Campionat d'Europa | París (França)     | Catalunya | Alemanya      | 2-1 | Masculí | [ 62 ] |
| 4          | Raquetbol | Campionat d'Europa | París (França)     | Catalunya | Països Baixos | 2-1 | Masculí | [ 62 ] |
| 4          | Raquetbol | Campionat d'Europa | París (França)     | Catalunya | Alemanya      | 2-1 | Masculí | [ 62 ] |
| 4          | Raquetbol | Campionat d'Europa | París (França)     | Catalunya | Alemanya      | 2-1 | Femení  | [ 62 ] |
| 14         | Fistbol   | Campionat d'Europa | Zofinguen (Suïssa) | Suïssa    | Catalunya     | 2-0 | Femení  |        |
| 14         | Fistbol   | Campionat d'Europa | Zofinguen (Suïssa) | Àustria   | Catalunya     | 2-0 | Femení  |        |
| 14         | Fistbol   | Campionat d'Europa | Zofinguen (Suïssa) | Alemanya  | Catalunya     | 2-0 | Femení  |        |
| 14         | Fistbol   | Campionat d'Europa | Zofinguen (Suïssa) | Itàlia    | Catalunya     | 2-0 | Femení  |        |

| Octubre 2009 |              |                    |           |           |                                |                |         |               |
| 10           | Tamborí      | Torneig amistós    | Barcelona | Catalunya | França                         | 1-13           | Femení  | [ 63 ] [ 64 ] |
| 10           | Tamborí      | Torneig amistós    | Barcelona | Catalunya | França                         | 1-13           | Masculí |               |
| 11           | Tamborí      | Torneig amistós    | Barcelona | Catalunya | Hongria                        | 10-13          | Femení  |               |
| 11           | Tamborí      | Torneig amistós    | Barcelona | Catalunya | Alemanya                       | 13-7           | Masculí |               |
| 31           | Halterofília | Triangular amistós | Girona    |           | Veneçuela · Catalunya · Itàlia | 1865 1553 1446 | Masculí | [ 65 ] [ 66 ] |

| Novembre 2009 |                |                 |             |           |          |     |         |        |
| 6-7           | Pitch and putt | Amistós         | L'Ampolla   | Catalunya | Europa   | 9-0 | Femení  | [ 67 ] |
| 14            | Futvòlei       | Torneig amistós | El Vendrell | Catalunya | Espanya  | wo  | Masculí | [ 68 ] |
| 14            | Futvòlei       | Torneig amistós | El Vendrell | Catalunya | Espanya  | wo  | Femení  | [ 68 ] |
| 14            | Futvòlei       | Torneig amistós | El Vendrell | Catalunya | França   | 0-2 | Masculí | [ 68 ] |
| 14            | Futvòlei       | Torneig amistós | El Vendrell | Catalunya |          |     | Femení  |        |
| 14            | Futvòlei       | Torneig amistós | El Vendrell | Catalunya | Brasil   | 0-2 | Masculí | [ 69 ] |
| 14            | Futvòlei       | Torneig amistós | El Vendrell | Catalunya | Brasil C | 0-2 | Femení  |        |
| 14            | Futvòlei       | Torneig amistós | El Vendrell | Catalunya | França   | 0-2 | Masculí | [ 69 ] |
| 14            | Futvòlei       | Torneig amistós | El Vendrell | Catalunya | Brasil A | 0-2 | Femení  |        |

| Desembre 2009 |               |                                |                   |            |                  |      |         |        |
| 8             | Futbol sala   | Campionat d'Europa             | Paczków (Polònia) | Catalunya  | Itàlia           | 12-0 | Femení  |        |
| 9             | Futbol sala   | Campionat d'Europa             | Paczków (Polònia) | Rússia     | Catalunya        | 3-2  | Femení  |        |
| 11            | Futbol sala   | Campionat d'Europa             | Paczków (Polònia) | Galícia    | Catalunya        | 4-1  | Femení  |        |
| 12            | Futbol sala   | Campionat d'Europa             | Paczków (Polònia) | Rep. Txeca | Catalunya        | 1-0  | Femení  |        |
| 22            | Futbol        | Trofeu Catalunya Internacional | Barcelona         | Catalunya  | Argentina        | 4-2  | Masculí | [ 70 ] |
| 26            | Hoquei gel    | Amistós                        | Puigcerdà         | Catalunya  | País Basc        | 1-9  | Masculí | [ 71 ] |
| 27            | Hoquei patins | Amistós                        | Barcelona         | Catalunya  | Selecció mundial | 5-6  | Femení  | [ 72 ] |
| 27            | Hoquei patins | Amistós                        | Barcelona         | Catalunya  | Argentina        | 5-7  | Masculí | [ 72 ] |

- En negreta els esports on les seleccions catalanes estan reconegudes oficialment.
- En negreta els campionats del món i continentals oficials.